# Berg (gmina Gävle)
Berg – miejscowość (tätort) w Szwecji, w regionie administracyjnym (län) Gävleborg, w gminie Gävle.
Według danych Szwedzkiego Urzędu Statystycznego liczba ludności wyniosła: 324 (31 grudnia 2015), 304 (31 grudnia 2018) i 302 (31 grudnia 2019).